# Vikash Dhorasoo
Vikash Dhorasoo (Harfleur, 1973. október 10. –) indo-mauritán származású, visszavonult francia válogatott labdarúgó.

## Sikerei, díjai
Olympique Lyon
- Lique 1: 2002–03, 2003–04
- Francia ligakupa: 2001
- Francia szuperkupa: 2003

Girondins de Bordeaux
- Francia ligakupa: 2002

PSG
- Francia kupa: 2006

AC Milan
- Serie A: 2004–05 (második hely)
- Bajnokok ligája: 2004–05 (második hely)

Franciaország
- Világbajnokság: 2006 (második hely)